# Rinka Duijndam
Rinka Duijndam, née le 6 août 1997 à Wateringen, est une joueuse internationale néerlandaise de handball, évoluant au poste de gardienne de but.
Avec les Pays-Bas, elle est médaillée de bronze au championnat d'Europe 2018 puis Championne du monde en 2019.

## Palmarès

### Sélection nationale
- médaille de bronze au championnat d'Europe 2018
- médaille d'or au Championnat du monde 2019
- 6e place au championnat d'Europe 2020
- 5e place aux Jeux olympiques de 2020

## En club
- Championnat d'Allemagne (1) : 2021